# Yordanis Jaca
Yordanis Jaca Calderón (Camagüey, 14 gennaio 1983) è un ex cestista cubano.

## Carriera
Con Cuba ha disputato i Campionati americani del 2011.